# Distrikt Landau
Der Distrikt Landau (französisch district de Landau) war eine Verwaltungseinheit der Ersten Französischen Republik. Hauptort war Landau.
Der Distrikt war Teil des Départements Bas-Rhin. Der Distrikt Landau umfasste vier Kantone:
- Kanton Bergzabern
- Kanton Billigheim
- Kanton Kandel
- Kanton Landau

Der Distrikt wurde gebildet, nachdem am 14. März 1793 der französische Nationalkonvent 32 Gemeinden nach einem Beitrittsgesuch formell annektiert hatte. Dem Distrikt wurden die beiden Kantone Kandel und Landau zugeteilt, die zuvor zum Distrikt Wissembourg gehört hatten, sowie die beiden neu gebildeten Kantone Bergzabern und Billigheim.
Die Verfassung vom 5. Fructidor des Jahres III (22. April 1795) sah keine Distrikte als Verwaltungseinheit eines Départements mehr vor, sondern nur noch Kantone und Gemeinden. Das Gesetz vom 28. Pluviôse des Jahres VIII (17. Februar 1800) schuf Arrondissements als neue Verwaltungsebene. Der frühere Distrikt Landau kam zum Arrondissement Wissembourg.

## Belege
1. ↑  Philipp Jakob Serini: Chronologische Zusammenstellung der während der provis. französ. Verwaltung in den deutschen Rheinlanden publicirten älteren französischen Gesetze und Uebersicht der daselbst bestandenen alten Statutarrechte. Schwan & Goetz, 1848, S. 19 f. (Volltext in der Google-Buchsuche).
2. ↑  Constitution du 5 Fructidor An III. Conseil constitutionnel, abgerufen am 1. Mai 2021 (französisch).
3. ↑  Loi du 28e pluviôse an VIII concernant la division du territoire français et l'administration. (PDF, 24 kB) Université de Picardie, abgerufen am 1. Mai 2021 (französisch).